# Episparis signata
Episparis signata là một loài bướm đêm trong họ Erebidae.